# 11 марта
11 марта — 70-й день года (71-й в високосные годы) по григорианскому календарю.
До конца года остаётся 295 дней.
До 15 октября 1582 года — 11 марта по юлианскому календарю, с 15 октября 1582 года — 11 марта по григорианскому календарю.
В XX и XXI веках соответствует 26 февраля по юлианскому календарю в невисокосные годы, 27 февраля в високосные годы.

## Праздники и памятные дни
Смотри также: Категория:Праздники 11 марта

### Национальные
- Литва — День восстановления независимости Литвы.

### Профессиональные
- Таджикистан — День таджикской печати.

### Религиозные

#### Православие[2][3]
Примечание: указано для невисокосных лет, в високосные годы список иной, см. 12 марта.
- Память святителя Порфирия, архиепископа Газского (420);
- память преподобного Севастиана Сохотского, Пошехонского (около 1500);
- память мученика Севастиана (ок. 66);
- память священномученика Петра Варламова, пресвитера (1930);
- память священномученика Сергия Воскресенского, пресвитера (1933);
- память священномучеников Иоанна (Пашина), епископа Рыльского; Иоанна Дунаева, пресвитера; преподобномученицы Анны (Благовещенской), монахини (1937);
- память священномученика Михаила Лисицына, пресвитера (1918).

#### Католицизм
- Память Альберты Аженской;
- память Ауреи/Ории Сан-Мильянской[англ.];
- память Энгуса Тамлахтского;
- память блаженного Джона Риги[англ.];
- память Софрония Иерусалимского;
- память святого Виндициана[англ.].

### Именины
- Православные: Анна, Иван, Пётр, Порфирий, Севастиан, Сергей[2][3].
(Примечание: указано для невисокосных лет, в високосные годы список иной[1], смотри 12 марта.)
- Католические: Альберта, Аурея/Ория, Виндициан, Джон, Софроний, Энгус.

## События
См. также: Категория:События 11 марта

### До XIX века
- 105 — Цай Лунь получает бумагу из волокон бамбука в Китае.
- 843 — «Торжество Православия» (восстановление иконопочитания в Византийской империи).
- 1682 — основан Королевский госпиталь Челси для солдат.
- 1702 — выпущена первая англоязычная ежедневная газета «The Daily Courant».
- 1714 — указ Петра I об открытии в 40 городах России цифирных школ (начальных общеобразовательных школ для мальчиков, обучавших грамоте, письму, арифметике, началам геометрии).

### XIX век
- 1811 — В Ноттингеме начинается восстание луддитов — противников машин.
- 1824 — В США создано Бюро по делам индейцев.
- 1834 — Николаем I утверждены «Положение о гражданских мундирах» и «Описание дамских нарядов для приезда в торжественные дни к Высочайшему двору».
- 1835 — отпечатаны первые в Канаде банкноты.
- 1851 — в Венеции состоялась премьера оперы Джузеппе Верди «Риголетто».
- 1861 — принята конституция Конфедерации южных штатов Америки.
- 1878 — Французской Академии продемонстрирован фонограф, но изобретение было объявлено шарлатанством.
- 1892 — Министерством путей сообщения был утверждён проект первой московской канализации.

### XX век
- 1903 — Николай II подписал «Манифест о неприкосновенности общинного землевладения».
- 1918
  - Начало похода Первой Отдельной бригады Русских добровольцев из Румынии на Дон, известного как «Дроздовский поход».
  - Советское правительство переехало из Петрограда в Москву.
  - Первая подтверждённая вспышка «испанки» в США.
- 1919 — начало восстания казаков Верхнего Дона против большевистской власти и из-за красного террора против казаков.
- 1921 — Мария Текская, супруга короля Великобритании, стала первой женщиной, получившей почётную докторскую степень Оксфордского университета.
- 1931
  - Введён физкультурный комплекс «Готов к труду и обороне СССР» (ГТО).
  - В СССР запрещены продажа и ввоз Библии.
- 1936 — в Москве впервые началась Декада украинского искусства.
- 1941 — Конгресс США принял «Закон о ленд-лизе» — о передаче взаймы или в аренду оружия и военных материалов.
- 1963 — установлены дипломатические отношения между СССР и Государством Кувейт.
- 1967
  - На этот день зафиксировано 446 различных версий композиции «Yesterday» группы The Beatles, вышедшей двумя годами ранее.
  - Вышел первый сингл группы Pink Floyd, включающий в себя две композиции: «Arnold Layne» и «Candy and a Currant Bun».
- 1970 — Пабло Пикассо подарил 800 своих работ музею в Барселоне.
- 1976 — Ричард Никсон признал, что, находясь на посту президента США, отдавал ЦРУ указания не допустить к власти в Чили Сальвадора Альенде.
- 1976 — Наследница миллиардного состояния Патти Херст приговорена к семи годам тюрьмы за участие в вооружённом ограблении. В мае следующего года её выпустят с пятилетним испытательным сроком.
- 1982 — катастрофа DHC-6 под Гамвиком[англ.].
- 1985 — Михаил Сергеевич Горбачёв был избран Генеральным секретарём ЦК КПСС (1985—1991).
- 1988 — Английский банк заменил бумажные фунты на металлические.
- 1990
  - Верховный Совет Литовской ССР принял Акт о восстановлении независимости Литовской республики.
  - В Чили вступил в должность Патрисио Эйлвин — гражданский президент, сменивший Пиночета.
- 1993 — парламент Грузии принял закон, предоставляющий гражданство всем жителям республики независимо от знания грузинского языка.
- 1998 — в Гомеле (Беларусь) впервые состоялась трёхсторонняя встреча руководителей пограничных ведомств России, Украины и Беларуси.
- 2000 — состоялся учредительный съезд РОСДП, председателем партии избран бывший президент СССР Михаил Горбачёв.

### XXI век
- 2004 — в результате терактов в мадридских пригородных поездах погибло 193 человека.
- 2006 — Мишель Бачелет стала первой женщиной, избранной на пост президента Чили.
- 2009 — в Виннендене (Германия) Тим Кретчмер устроил стрельбу в своей бывшей школе, а затем и в округе. Убив 15 человек и ранив 11, он покончил с собой.
- 2011
  - Произошло землетрясение у северо-восточного побережья Японии магнитудой около 9 баллов, повлёкшее за собой разрушительное цунами.
  - Объявлено, что Сбербанк покупает «Тройку Диалог» за $1 млрд.
- 2015 — Пожар в торговом центре «Адмирал».
- 2020 — Всемирная организация здравоохранения (ВОЗ) объявила, что вспышка болезни, вызванной коронавирусом нового типа (COVID-19), является пандемией.

## Родились

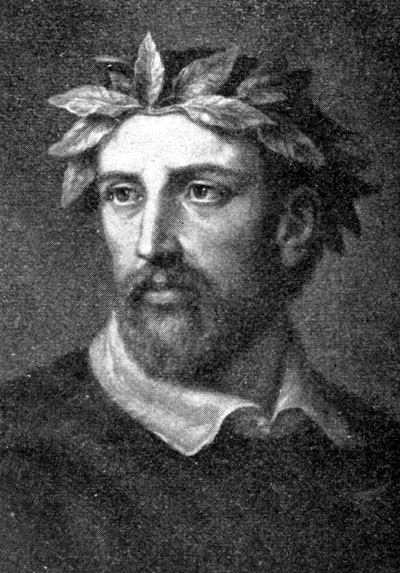
Тассо

См. также: Категория:Родившиеся 11 марта

### До XIX века
- 1544 — Торквато Тассо (ум. 1595), итальянский поэт.
- 1726 — Василий Чичагов (ум. 1809), русский мореплаватель и флотоводец.
- 1734 — Иван Дмитревский (ум. 1821), русский актёр, переводчик, педагог, драматург, член Российской академии.
- 1753 — Христиан Лодер (ум. 1832), русский учёный-медик, анатом, доктор медицины, профессор.
- 1770 — Уильям Хаскиссон (погиб в 1830), английский политический деятель и первый человек, погибший под колёсами поезда.
- 1775 — Василий Анастасевич (ум. 1845), русский поэт, учёный, переводчик, издатель, один из первых российских библиографов.
- 1793 — Ян Франс Виллемс (ум. 1846), фламандский поэт, филолог, историк, переводчик, политический деятель.

### XIX век

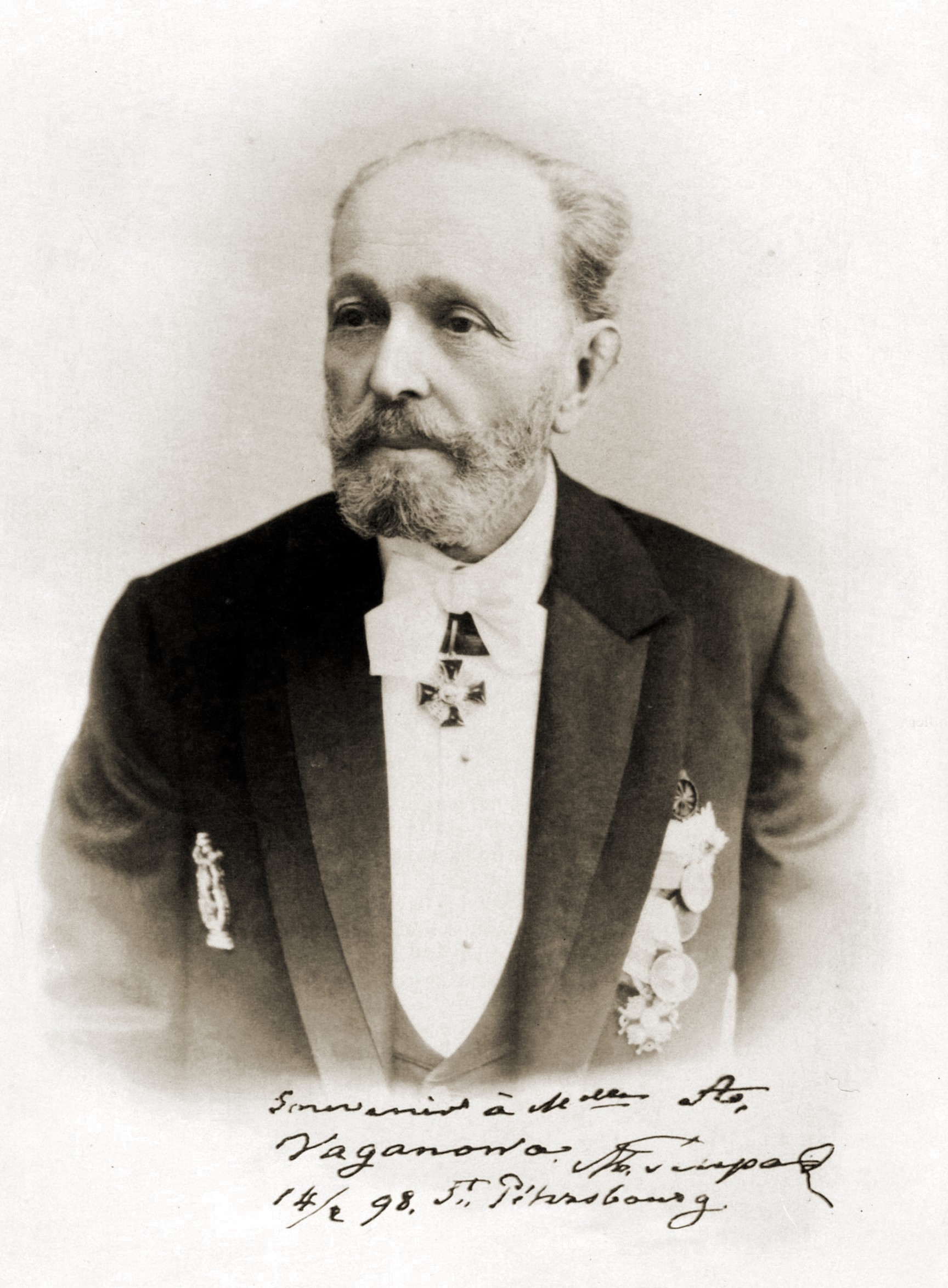
Петипа, Мариус Иванович

- 1804 — Эмиль Синьоль (ум. 1892), французский живописец.
- 1811 — Урбен Жан Жозеф Леверье (ум. 1877), французский астроном, вычисливший орбиту и положение ранее неизвестной планеты Солнечной системы, названной потом Нептуном; в 1846 г. эту планету, по его указаниям, обнаружил немецкий астроном Галле.
- 1818
  - Мариус Петипа (ум. 1910), французский и российский балетмейстер, педагог.
  - Анри Этьен Сент-Клер Девиль (ум. 1881), французский физикохимик, член Парижской академии наук.
- 1822 — Жозеф Луи Франсуа Бертран (ум. 1900), французский математик, член Парижской академии наук.
- 1824 — граф Алексей Уваров (ум. 1885), русский археолог, почётный член Петербургской Академии наук.
- 1834 — Энрико Альбанезе (ум. 1889), итальянский хирург.
- 1838
  - Леон Блюменсток-Хальбан (ум. 1897), польский психиатр и педагог, доктор медицины; отец историка Альфреда Хальбана[4].
  - Окума Сигэнобу (ум. 1922), японский государственный и политический деятель, дипломат, финансист, педагог периодов Мэйдзи и Тайсё. Премьер-министр Японии. Основатель университета Васэда.
- 1857 — Лев Брусилов (ум. 1909), русский вице-адмирал, один из главных инициаторов создания и первый начальник Морского генерального штаба. Сын генерала А. Н. Брусилова, брат генерала А. А. Брусилова.
- 1883 — Глеб Ивашенцов (погиб в 1933 году), русский советский врач, инфекционист, учёный, организатор здравоохранения.
- 1886 — Эдвард Рыдз-Смиглы (ум. 1941), польский военачальник и политический деятель.
- 1887 — Рауль Уолш (ум. 1980), американский кинорежиссёр, актёр, сценарист и продюсер, один из соучредителей Американской киноакадемии.
- 1890 — Вэнивар Буш (ум. 1974), американский учёный, инженер, создатель аналоговых компьютеров, организатор науки.
- 1897 — Михаил Ефремов (покончил с собой в 1942), советский военачальник, генерал-лейтенант, Герой Российской Федерации (1996; посмертно); застрелился, попав в окружение под Вязьмой.
- 1898
  - Дороти Гиш (ум. 1968), американская актриса.
  - Борис Зон (ум. 1966), советский актёр, театральный режиссёр и педагог. Заслуженный артист РСФСР (1934).
- 1899 — Фредерик IX (ум. 1972), последний равнокровный династический король Дании (1947—1972).

### XX век
- 1906 — Зино Давидофф (ум. 1994), швейцарский промышленник, создатель всемирно известной фирмы и бренда Davidoff.
- 1907
  - Хельмут Джеймс фон Мольтке (ум. 1945), немецкий юрист, участник антинацистского движения Сопротивления.
  - Джесси Мэтьюз (ум. 1981), английская танцовщица, певица и актриса.
- 1908 — Владимир Вайншток (ум. 1978), советский кинорежиссёр и сценарист.
- 1910 — Константин Коккинаки (ум. 1990), лётчик-испытатель, Герой Советского Союза, брат Владимира Коккинаки.
- 1911 — Аркадий Мигдал (ум. 1991), советский физик-теоретик, академик.
- 1915 — Джозеф Ликлайдер (ум. 1990), американский учёный, работавший в сферах психоакустики и информационных технологий, один из создателей сети ARPANET, прототипа Интернета.
- 1916 — Гарольд Вильсон (ум. 1995), 67-й и 69-й премьер-министр Великобритании (1964—1970, 1974—1976).
- 1919 — Кира Головко (ум. 2017), актриса театра и кино, народная артистка РСФСР.
- 1920 
  - Николас Бломберген (ум. 2017), американский физик голландского происхождения, нобелевский лауреат (1981).
  - Бен Ференц (ум. 2023), американский юрист, прокурор на Нюрнбергском процессе.
- 1921 — Астор Пьяццолла (ум. 1992), аргентинский музыкант и композитор, работавший в жанре танго.
- 1926
  - Георгий Юматов (ум. 1997), актёр театра и кино, народный артист РСФСР.
  - Евгений Шутов (ум. 1995), актёр театра и кино, народный артист РСФСР.
- 1929 — Юзеф Запендзкий (ум. 2022), польский стрелок из пистолета, двукратный олимпийский чемпион.
- 1931 — Кит Руперт Мёрдок, австралийский и американский медиамагнат, издатель, миллиардер.
- 1933 — Сандра Мило (ум. 2024), итальянская актриса и телеведущая.
- 1937 — Александра Забелина (ум. 2022), советская фехтовальщица-рапиристка, трёхкратная олимпийская чемпионка, 9-кратная чемпионка мира.
- 1945 — Пирри (Хосе Мартинес Санчес), испанский футболист, игрок мадридского «Реала» и сборной Испании.
- 1948 — Доминик Санда, французская киноактриса.
- 1950
  - Джерри Цукер, американский кинорежиссёр, сценарист, продюсер, актёр.
  - Бобби Макферрин, американский джазовый певец и дирижёр, 10-кратный лауреат премии «Грэмми».
- 1952 — Дуглас Ноэл Адамс (ум. 2001), английский писатель, автор фантастического сериала «Путеводитель для путешествующих по Галактике автостопом».
- 1954 — Дэвид Ньюман, американский композитор и дирижёр.
- 1955 — Нина Хаген, немецкая рок-исполнительница.
- 1957
  - Касем Сулеймани (погиб 2020), иранский военный деятель, генерал-лейтенант.
  - Николай Парфенюк, советский и российский певец.
- 1961 — Мухаммад ибн Заид Аль Нахайян, политический деятель ОАЭ, президент Объединённых Арабских Эмиратов (с 13 мая 2022), эмир Абу-Даби с 14 мая 2022.
- 1963 
  - Алекс Кингстон, британская актриса.
  - Маркус Понтис, первый бразильский космонавт.
- 1964 — Раймо Хелминен, финский хоккеист, чемпион мира (1995), участник 6 зимних Олимпийских игр.
- 1967 — Джон Скотт Бэрроумен, британский актёр, певец, танцор и телеведущий.
- 1969 — Терренс Ховард, американский музыкант, актёр и продюсер, номинант премии «Оскар».
- 1971 — Джонни Ноксвилл, американский актёр.
- 1972 — Мария Аронова, актриса театра и кино, телеведущая, народная артистка России.
- 1975 — Бувайсар Сайтиев (ум. 2025), российский борец вольного стиля, трёхкратный олимпийский чемпион (1996, 2004, 2008), депутат Госдумы (2016—2021).
- 1978 — Дидье Дрогба, ивуарийский футболист, дважды лучший футболист года в Африке
- 1980 — Юрий Чурсин, российский актёр театра и кино.
- 1982 — Тора Бёрч, американская актриса.
- 1984 — Алекс Грегори, британский гребец, двукратный олимпийский чемпион.
- 1985 — Елена Беркова, российская порноактриса, певица и телеведущая.
- 1986
  - Дарио Колонья, швейцарский лыжник, 4-кратный олимпийский чемпион.
  - Марико Синода, японская певица и актриса, участница японской идол-группы AKB48.
- 1988 — Фабиу Коэнтрау, португальский футболист.
- 1989 — Антон Ельчин (ум. 2016), американский актёр российского происхождения.
- 1991 — Лин Лин, японская и китайская певица, участница японской поп-группы Morning Musume.
- 1993 — Энтони Дэвис, американский баскетболист, двукратный олимпийский чемпион (2012, 2024), чемпион мира (2014), чемпион НБА (2020).
- 1994 — Франциска Пройс, немецкая биатлонистка, двукратная чемпионка мира.

## Скончались

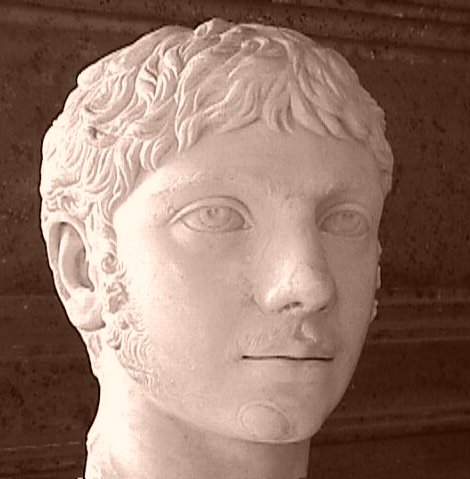
Гелиогабал

См. также: Категория:Умершие 11 марта

### До XIX века
- 1425 до н. э. — Тутмос III, египетский фараон и военачальник.
- 222 — убит Гелиогабал (или Элагабал; р. 204), римский император (218—222).
- 1353 — Феогност, митрополит киевский и всея Руси (1328—1353).
- 1458 — Евфимий II, архиепископ Новгородский (1429—1458), канонизирован в лике святителей (1549).
- 1575 — Маттиас Флациус Иллирийский (р. 1520), лютеранский богослов и писатель.
- 1722 — Джон Толанд (р. 1670), ирландский философ.

### XIX век
- 1820 — Бенджамин Уэст (р. 1738), американский художник.
- 1854 — Пётр Кайсаров (р. 1777), русский поэт и переводчик.
- 1857 — Мануэль Кинтана (р. 1772), испанский поэт, участник Наполеоновских войн, учитель королевы Изабеллы II.
- 1858 — Александр Висковатов (р. 1804), русский военный историк.
- 1865 — Роберт Герман Шомбург (р. 1804), немецкий исследователь на службе Великобритании, географ, этнолог и ботаник.
- 1869
  - Александр Бейдеман (р. 1826), русский живописец, график и мемуарист.
  - Владимир Одоевский (р. 1803), русский писатель, философ, педагог, музыкальный критик.
- 1874 — Борис Якоби (р. 1801), русский физик и электротехник немецкого происхождения, академик Петербургской академии наук (1847).
- 1883 — Александр Горчаков (р. 1798), русский дипломат и государственный деятель.
- 1895 — Луи Флорантен Кальмей (р. 1798), французский психиатр.

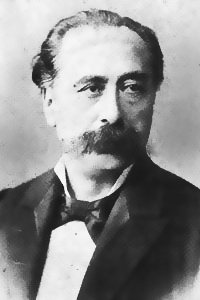
Тигран Чухаджян

- 1898 — Тигран Чухаджян (р. 1837), армянский композитор, дирижёр и пианист.

### XX век
- 1913 — Андрей Вилькицкий (р. 1858), русский гидрограф-геодезист, полярный исследователь, генерал-лейтенант.
- 1914 — Пётр Семёнов-Тян-Шанский (р. 1827), русский географ и общественный деятель.
- 1924 — Нильс Фабиан Хельге фон Кох (р. 1870), шведский математик.
- 1931 — Фридрих Вильгельм Мурнау (р. 1888), немецкий кинорежиссёр.
- 1950 — Артур Джеффри Демпстер (р. 1886), канадский физик и химик.
- 1955 — Александр Флеминг (р. 1881), британский бактериолог, лауреат Нобелевской премии (1945).
- 1957 — Ричард Бэрд (р. 1888), американский воздухоплаватель, совершивший первый полёт над Южным полюсом.
- 1958 — Оле Кирк Кристиансен (р. 1891), датский предприниматель и изобретатель, основатель компании LEGO.
- 1959
  -  Хеннинг Гренандер (р. 1874), шведский фигурист, выступающий в одиночном катании; чемпион мира (1898 год).
  -  Ян Лауда (р. 1898), чешский скульптор и педагог, общественный деятель.
- 1961 — Дмитрий Нагишкин (р. 1909), русский советский писатель и книжный иллюстратор.
- 1970 — Эрл Стэнли Гарднер (р. 1889), американский писатель, классик детективного жанра.
- 1973 — Владимир Вавилов (р. 1925), композитор, автор многочисленных музыкальных мистификаций, автор музыки песни «Город золотой».
- 1976 — Борис Иофан (р. 1891), советский архитектор, один из ведущих представителей «сталинской архитектуры».
- 1988 — Николай Оёгир (р. 1926), эвенкийский писатель, поэт.
- 1991 — Георгий Георгиу (р. 1915), советский актёр театра и кино, заслуженный артист РСФСР.
- 1992 — Ричард Брукс (р. 1912), американский кинорежиссёр, обладатель премии «Оскар».
- 1994 — Владимир Канделаки (р. 1908), оперный певец, актёр оперетты, театральный режиссёр, народный артист СССР.

### XXI век
- 2002
  - Марион Дёнгоф (р. 1909), немецкая журналистка.
  - Джеймс Тобин (р. 1918), американский экономист, лауреат Нобелевской премии (1981).
- 2006 — Слободан Милошевич (р. 1941), президент Югославии.
- 2011 — Булат Мансуров (р. 1937), туркменский, советский и российский кинорежиссёр, сценарист и продюсер.
- 2013 — Борис Васильев (р. 1924), писатель, лауреат Государственной премии СССР.
- 2016 — Кит Эмерсон (р. 1944), британский рок-музыкант.
- 2024 — Эмилио Корреа (р. 1953), кубинский боксёр, олимпийский чемпион (1972), чемпион мира (1974). Впоследствии тренер по боксу.
- 2025 — Нораир Нурикян (р.1948), болгарский тяжелоатлет, тренер, двукратный чемпион мира (1972, 1976) и Олимпийских игр (1972, 1976), чемпион Европы, многократный чемпион Болгарии, пятикратный рекордсмен мира. Заслуженный мастер спорта Болгарии (1971), Герой Социалистического Труда Болгарии.

## Народный календарь, приметы и фольклор Руси
Порфирий поздний (только для невисокосных лет).
- Если в этот день птицы вьют гнёзда на солнечной стороне домов и деревьев, значит лето будет холодное.
- Если перелётные птицы к этому дню вернулись из тёплых краёв, значит быть богатому урожаю хлебов[6].